# Mark Hamburger
Pour les articles homonymes, voir Hamburger (homonymie).
Mark John Hamburger (né le 5 février 1987 à Saint Paul, Minnesota, États-Unis) est un lanceur de relève droitier des Ligues majeures de baseball jouant avec les Astros de Houston.

## Carrière
Mark Hamburger signe son premier contrat professionnel avec les Twins du Minnesota et se rapporte en 2007 à un de leurs clubs-écoles. Alors qu'il est en ligues mineures, les Twins l'échangent aux Rangers du Texas le 25 août 2008 en retour du vétéran lanceur gaucher Eddie Guardado.
Hamburger fait ses débuts dans le baseball majeur avec les Rangers du Texas le 31 août 2011. À sa huitième et dernière sortie de l'année, le 26 septembre, il remporte contre les Angels de Los Angeles sa première victoire dans les grandes ligues.
Gardé dans les mineures par les Rangers en 2012, il passe aux Padres de San Diego via le ballottage le 25 juin. Il ne joue pas pour les Padres et est réclamé au ballottage par les Astros de Houston le 21 juillet suivant.